# Aránzazu Calleja
Aránzazu Calleja Garate (Bilbao, Vizcaya, 1977) es una creadora musical y musicoterapeuta, además de ser miembro de la Academia de las Artes y las Ciencias Cinematográficas de España y profesora de violín en el Conservatorio Superior J.C. Arriaga. Estudió Bellas Artes en la Universidad del País Vasco y musicoterapia, ampliando su formación musical en Barcelona en el Taller de Musics y en la Universidad Pompeu Fabra, y posteriormente en la "Berklee College of Music" de Boston, en Estados Unidos. En Bellas Artes conoció a Borja Cobeaga (con quien ha colaborado en todas sus obras hasta la fecha), Haritz Zubillaga y Nacho Vigalondo. Además de las colaboraciones mencionadas con Borja Cobeaga, destacan la electrónica y oscura composición del largometraje Psiconautas, así como su colaboración en la banda sonora de Akelarre con Maite Arroitajauregi, que les llevó a ganar el Goya a Mejor Música Original en 2021.

## Biografía
Aránzazu comenzó a estudiar música a los siete años, por lo que su elección por la carrera de Bellas Artes era la opción más lógica y la que agrupaba todos sus intereses, ya que, además de la música, le encantaba dibujar, hacer manualidades y todo lo relacionado con crear e inventar cosas. Desde pequeña, tiene el recuerdo de su familia reunida en pijama frente a la tele (sin mando a distancia y con dos canales) y ya entonces se fijaba en la música que acompañaba a las películas o programas que veía. Recuerda especialmente la sintonía de Alfred Hitchcock presenta y la cabecera de Planeta imaginario, que era una versión electrónica del Arabesque n.º 1 de Debussy interpretada por Isao Tomita. De ahí probablemente vino su interés por el cine, y, como ella comenta, siguió su instinto e inconscientemente condujo su vida hacia el lugar que le emociona. Ha estudiado violín de manera académica, en conservatorio, pero también ha mostrado interés por otros instrumentos como la guitarra, el banjo, el ukelele o el laúd, instrumentos estos últimos que, aunque no los ha estudiado, los utiliza para buscar armonías e ideas. También se ha matriculado en trompeta y estuvo tres años recibiendo clases por curiosidad.
Al empezar dicha carrera, le interesaba el audiovisual en general, la foto y le encantaba el cine. En audiovisuales se dio cuenta de que el sonido se trataba muy poco, e hizo las dos asignaturas relacionadas con ello. En ese momento es cuando establece el vínculo con el trío Borja Cobeaga, Haritz Zubillaga y Nacho Vigalondo. Algunas amigas de Aránzazu estudiaban con ellos y solían pasar de la facultad de Audiovisuales de estas a la facultad de Aránzazu, porque era más divertida e iban a sus asignaturas audiovisuales. De esta manera surgió la amistad con ellos, sobre todo con Borja. Fue este quien le propuso que le hiciera la música de un corto, a modo de reto. El corto fue anterior a "La primera vez", y recibió muchos premios, lo que le permitió realizar este otro. Se divierte mucho trabajando con Borja, por la amistad que les une y la complicidad existente tras tantos años y proyectos en común. De esta conjunción surgió el concepto de "comedia triste", pues a Aránzazu no le gustaba el concepto de "música cómica", no veía la necesidad de remarcar algo gracioso con música. Entonces, ella y Borja se dieron cuenta de que podían acompañar la comedia desde otro lugar creado por Aránzazu, una mezcla de tonos que les interesaba tanto a él como a ella, y surgió la música de "comedia triste".
Posteriormente, pasó por el Taller de Musics y la Universidad de Pompeu Fabra, para ampliar su formación musical. Obtuvo una beca para estudiar en la escuela "Berklee College of Music" de Boston, lo que define como uno de los momentos de mayor aprendizaje de su etapa de formación y en el cual empezó a entender la creación musical de otra manera. Llegó con la experiencia de haber trabajo en varios cortos (y premiados) y en su primera película (Pagafantas), por lo que tenía un poco más claro lo que podría necesitar de este periodo formativo. En Berklee, uno de sus profesores la llamó a su despacho después de ver un trabajo suyo y le dijo que lo más importante era tener voz propia y saber lo que se quiere contar, animándola para que desarrollara su voz sin cometer el error de querer parecerse a otras voces. "Lo que importa son tu imaginación musical y tus ideas". Aránzazu define esto último como la gran enseñanza que se trajo de Boston.
De su carrera de violín y de sus distintos estudios y musicoterapia nace su música, sencilla y personal, en la que mezcla violines, electrónica, dulzuar, fuerza, folk tradicional y un sabor del oeste en un pentagrama y darle bastantes vueltas, y siempre es diferente.
Sus banda sonoras, tanto en cortometrajes como en largometrajes, han sido muy aplaudidas y valoradas. Sus cortos Éramos pocos, Limoncello. Tres historias del Oeste, La media pena y She lost control han obtenido el Premio a Mejor Banda Sonora en el Certamen de Cortos Ciudad de Soria, Festival de Cortometrajes Playa Las Américas de Tenerife, Semana de Cine de Medina del Campo y en el Festival International du Film de Court Métrage Fenêtre Sur Courts à Avignon respectivamente.
En 2021, su trabajo en colaboración con Maite Arroitajauregui en el largometraje Akelarre fue galardonado con el Premio Goya 2021 a la Mejor Música Original. Solo una mujer había logrado dicho galardón hasta la fecha, Eva Gancedo por La buena estrella.

### Influencias
Entre sus compositores/as por quienes tiene predilección, destacan Hildur Guðnadóttir, Mica Levi, Warren Ellis, Jonny Greenwood, Mikel Salas o Julio de la Rosa, profesionales que se alejan de lo estándar y utilizan un lenguaje cercano al tipo de música experimental o incluso al rock. En lo que respecta a compositores/as de música sinfónica, Aránzazu destaca a Carter Burwell, Mychael Danna y Alexandre Desplat, a quien describe como uno de los compositores más versátiles del cine actual. En cuanto a una época más clásica, destaca a Ennio Morricone, Nino Rota, Miklós Rózsa y Bernard Herrmann.

### Proceso de composición
Una de las partes más difíciles de su trabajo es, sin duda, la conciliación. El trabajo creativo y las fechas y horarios que marcan la producción de una película, no es algo fácil de conciliar con la vida familiar ya que considera importante ausentarse y aislarse de vez en cuando para conseguir una mayor concentración, buscar ideas y llegar a tiempo a las entregas. Pero esto puede hacer descuidar a la gente que se quiere, y es algo que lleva bastante mal.
Para Aránzazu, la composición depende mucho del equipo con quien trabaje. Se requiere de unas conversaciones previas, que junto a su trayectoria y el guion, le dan algunas pautas estilísticas. También influye mucho el género, los posibles caprichos del director, el tipo de sonoridad  o instrumento deseado. Con estos elementos, se va montando una especie de paleta con la que jugar, y pensar en cosas como música electrónica, rock o algo sinfónico. Piensa que también es importante tener un primer montaje de la película, aunque con Borja Cobeaga es diferente, porque durante el rodaje ella va realizando cosas para que le sirvan a él de referencia, cosa que no le sucede con otros directores.

### Participación femenina en el sector
En cuanto a la participación femenina en el sector, cree que esta va cambiando, aunque aún existe una preocupante desigualdad: 76% de la industria cinematográfica copada por hombres, frente el 24% para las mujeres. En el ámbito de la música, esto se agrava aún más, ya que el porcentaje de mujeres que componen para películas estaría en torno al 2% y 3%. Lo que no cree que se deba a que componer una banda sonora de película sea una labor más de hombres, sino a un claro ejemplo de desigualdad. Entre las razones, destaca las responsabilidades y labores familiares, que impiden a las mujeres optar por una vida entregada a su trabajo artístico sin que ocasione ningún tipo de penalización social. Por ello, se alegra mucho que el trabajo de compositoras como Hildur Guðnadótti se visibilice y se escuche en películas tan afamadas como "Joker", lo que ayuda a crear referentes.
Ahora, con mayor perspectiva, sí considera que estamos ante un sector machista, sobre todo al haber percibido actitudes misóginas, prepotentes y discriminatorias por parte de algunos directores y productores. Conductas que pasan desapercibidas para ellas, porque considera que están demasiado acostumbradas a ellas y a normalizarlas. Para fomentar la presencia femenina en categorías donde su porcentaje es escaso, el "Instituto de Cinematografía y Artes Audiovisuales" (ICAA) ha aumentado la puntuación para proyectos que cuenten con jefas de equipo en los puestos en los que se detecta mayor desigualdad, como es el caso de la composición musical. Pero cree que, de momento, esto se entiende por directores y productores como un gesto de caridad, como una discriminación positiva, que es un término machista para omitir la expresión "reparación histórica", como una manera de cubrir expediente y no para promover una conducta de igualdad y visibilidad hacia el trabajo de las mujeres.

## Premios y reconocimientos
- 2001: Cortometraje "La primera vez". Nominado Mejor Cortometraje en la 16.ª Edición de los Premios Goya.
- 2005: Cortometraje "Éramos pocos". Premio Mejor Banda Sonora en el 7.º Certamen de Cortos Ciudad de Soria. Nominado Mejor Cortometraje en la 79.ª edición de los Premios Oscar® de la Academia.
- 2006. Reality show "El coro de la cárcel (1.ª edición): Mejor Reality en el Festival de Televisión de Banff, Canadá. Nominado a los Premios Emmy Internacionales 2007.
- 2007: Cortometraje "Limoncello. Tres historias del Oeste". Premio Mejor Banda Sonora en el 7.º Festival de Cortometrajes Playa Las Américas de Tenerife.
- 2008: Cortometraje "El encargado". Nominado Mejor Cortometraje en la 23.ª edición de los Premios Goya.
- 2011. Cortometraje "La media pena". Premio Mejor Banda Sonora en la 25 Semana de Cine de Medina del Campo.
- 2011. Cortometraje "She lost control". Premio Mejor Banda Sonora en el Festival International du Film de Court Métrage Fenêtre Sur Courts à Avignon.
- 2014. Seleccionada para participar en la edición de 2014 de "Berlinale Talents".
- 2015. Largometraje "Los psiconautas". Goya 2017 a la Mejor Película de Animación.
- 2021. Largometraje "Akelarre". Goya 2021 a la Mejor Música Original (además de los Goya a Mejores efectos especiales,  Mejor dirección artística, Mejor diseño de vestuario y Mejor maquillaje y peluquería).[5][3][6]

## Filmografía
Cine
| Año  | Título                               | Dirección                                | Producción                                                                                                   | Tipo de producción | Observaciones |
| ---- | ------------------------------------ | ---------------------------------------- | --- | ------------------ | --- |
| 2001 | La primera vez                       | Borja Cobeaga                            | Altube Filmeak                                                                                               | Cortometraje       | Nominado Mejor Cortometraje en la 16.ª Edición de los Premios Goya                                                                                           |
| 2005 | Éramos pocos                         | Borja Cobeaga                            | Altube Filmeak                                                                                               | Cortometraje       | Premio Mejor Banda Sonora en el 7.º Certamen de Cortos Ciudad de Soria. Nominado Mejor Cortometraje en la 79.ª edición de los Premios Oscar® de la Academia. |
| 2006 | Argentina                            | Xabier Etxeandia Igor Zabala             | 3Koma | Cortometraje       | |
| 2007 | Limoncello. Tres historias del Oeste | Jorge Dorado Luiso Berdejo Borja Cobeaga | Common Films                                                                                                 | Cortometraje       | Premio Mejor Banda Sonora en el 7.º Festival de Cortometrajes Playa Las Américas de Tenerife.                                                                |
| 2007 | Las horas muertas                    | Haritz Zubillaga                         | Basque Films                                                                                                 | Cortometraje       | |
| 2007 | Henry Fonda congelado                | Álex Montoya Raúl Navarro                | Arsénico PC                                                                                                  | Cortometraje       | |
| 2008 | El encargado                         | Sergio Barrejón                          | Arsénico PC                                                                                                  | Cortometraje       | Nominado Mejor Cortometraje en la 23.ª edición de los Premios Goya.                                                                                          |
| 2009 | Pagafantas                           | Borja Cobeaga                            | Telespan 2000                                                                                                | Largometraje       | |
| 2009 | La lluvia en Sevilla                 | Oriol Puig                               | Arsénico PC, Film Transparente                                                                               | Cortometraje       | |
| 2010 | No controles                         | Borja Cobeaga                            | Telespan 2000                                                                                                | Largometraje       | |
| 2011 | La media pena                        | Sergio Barrejón                          | Lamia producciones                                                                                           | Cortometraje       | Premio Mejor Banda Sonora en la 25 Semana de Cine de Medina del Campo.                                                                                       |
| 2011 | She's lost control                   | Haritz Zubillaga                         | Morituri | Cortometraje       | Premio Mejor Banda Sonora en el Festival International du Film de Court Métrage Fenêtre Sur Courts à Avignon.                                                |
| 2012 | En plan romántico                    | Peris Romano                             | Argucia, Morituri                                                                                            | Cortometraje       | |
| 2013 | Lo sé                                | Manuela Burló Moreno                     | Momento Producciones                                                                                         | Cortometraje       | |
| 2013 | Democracia                           | Borja Cobeaga                            | Sayaka | Cortometraje       | |
| 2013 | Alaba Zintzoa                        | Javier Rebollo Alvar Gordejuela          | Karambola producciones                                                                                       | Largometraje       | |
| 2014 | Pase privado                         | Natxo López                              | Lamia producciones                                                                                           | Cortometraje       | |
| 2014 | Negociador                           | Borja Cobeaga                            | Sayaka | Largometraje       | |
| 2014 | Tempo inverso                        | Gregorio Muro Mikel Muro                 | Gregorio Muro                                                                                                | Cortometraje       | |
| 2014 | Txarriboda                           | Javier Rebollo Alvar Gordejuela          | Karambola Producciones                                                                                       | Largometraje       | |
| 2015 | La Sra. Jesusmari                    | Aitor Arenas                             | Banatu Filmak                                                                                                | Cortometraje       | |
| 2015 | Psiconautas: Los niños olvidados     | Alberto Vázquez Pedro Rivero             | ZircoZine, Basque Films                                                                                      | Largometraje       | Goya 2017 a la Mejor Película de Animación. |
| 2016 | False Flag                           | Asier Urbieta                            | Kuttuna Filmak                                                                                               | Cortometraje       | |
| 2016 | Anónimo                              | Ivan Sokolov                             | Lateral Filmin                                                                                               | Cortometraje       | |
| 2016 | El ataúd de cristal                  | Haritz Zubillaga                         | Basque Films                                                                                                 | Largometraje       | |
| 2017 | Fe de etarras                        | Borja Cobeaga                            | Netflix, Mediapro                                                                                            | Largometraje       | |
| 2019 | Taxi a Gibraltar                     | Alejo Flah                               | La Terraza Films, Atresmedia Cine, Sacromonte Films, Ikiru Films, La Mano de Dios La Película AIE y AZ Films | Largometraje       | |
| 2019 | El hoyo (the platform)               | Galder Gaztelu-Urrutia                   | Basque Films, Zentropa                                                                                       | Largometraje       | |
| 2019 | El perro                             | Daniel Cortázar                          | Esperanto Producciones                                                                                       | Cortometraje       | |
| 2020 | Akelarre                             | Pablo Agüero                             | Sorgin Films, Tita Productions, Kowalski Films, Lamia Producciones, La Fidèle Production                     | Largometraje       | En colaboración con Maite Arroitajauregi Goya 2021 a la Mejor Música Original                                                                                |
| 2025 | Sorda                                | Eva Libertad                             | A Contracorriente Films, Distrito Films, Nexus CreaFilms, RTVE                                               | Largometraje       | |

TV
| Año  | Título    | Dirección     | Producción   |
| ---- | --------- | ------------- | ------------ |
| 2013 | Aupa Josu | Borja Cobeaga | Sayaka, EITB |

Documental
| Año  | Título                          | Dirección                 | Producción                                          |
| ---- | ------------------------------- | ------------------------- | --------------------------------------------------- |
| 2007 | Galleteras - Memoria activa     |                           | Pripublikarrak                                      |
| 2010 | Mujeres en construcción         | Begoña Atín, Maite Ibáñez | Batabat, K2000, TVC, EITB                           |
| 2010 | Nagore                          | Helena Taberna            | Lamia producciones                                  |
| 2011 | Abierto por obras               | Begoña Atín, Maite Ibáñez | K2000                                               |
| 2012 | Con tu dinero                   | Iker Espúñez              | Mobiolak                                            |
| 2016 | Nosotras, mujeres de Euskalduna | Larraitz Zuazo            | ZINEBI a iniciativa de TYF-Territorios y Fronteras. |
| 2017 | 163 días, la huelga de bandas   | Larraitz Zuazo            | Doxa Producciones                                   |
| 2019 | Después de María                | Nagore Eceiza             | Haurralde Fundazioa, El Santo Films                 |
| 2020 | La historia de todas nosotras   | Itxaso Díaz               | Mundubat                                            |

Reality Show
| Año  | Título                             | Producción | Cadena | Observaciones                                                                                                  |
| ---- | ---------------------------------- | ---------- | ------ | --- |
| 2006 | El coro de la cárcel (1.ª edición) | 3Koma      | TVE 1  | Mejor Reality en el Festival de Televisión de Banff, Canadá. Nominado a los Premios Emmy Internacionales 2007. |
| 2008 | El coro de la cárcel (2.ª edición) | 3Koma      | TVE 1  | |
| 2009 | El coro de la cárcel (3.ª edición) | 3Koma      | TVE 1  | |

Spots
| Año  | Marca                      | Cliente                | Dirección     | Producción     | Realizadoras    |
| ---- | -------------------------- | ---------------------- | ------------- | -------------- | --------------- |
| 2007 | Heineken                   | Heineken               | Borja Cobeaga | Arsénico P.C.  |                 |
| 2012 | Irekia                     | Irekia                 |               | Gobierno Vasco | Sra. Polaroiska |
| 2018 | Vuelve a descubrir el arte | Centro Botín Santander | Planilandia   | Planilandia    |                 |

Sintonías
| Año  | Título     | Dirección artística | Producción                                                                  | Medio     |
| ---- | ---------- | ------------------- | --------------------------------------------------------------------------- | --------- |
| 2015 | La Publika | Consonni            | Donostia/San Sebastián 2016, Tabakalera                                     | Radio/Web |
| 2019 | Zinebi 61  | Sra. Polaroiska     | ZINEBI - Festival Internacional de Cine Documental y Cortometraje de Bilbao | Cine      |

Teatro
| Año  | Título | Dirección            | Producción | Observaciones   |
| ---- | ------ | -------------------- | ---------- | --------------- |
| 2018 | Jule   | Rosa Díez, Hortzmuga | Hortzmuga  | Teatro de calle |